# Gora Bilibina
Gora Bilibina (Transkription von russisch Гора Билибина) ist ein Nunatak im ostantarktischen Mac-Robertson-Land. Er gehört zu den Goodspeed-Nunatakkern im südlichen Teil der Prince Charles Mountains.
Russische Wissenschaftler benannten ihn. Der weitere Benennungshintergrund ist nicht hinterlegt.